# Straitjacket Fits
Die Straitjacket Fits waren eine Rockband aus Dunedin, Neuseeland.

## Geschichte
Die Band wurde 1986 gegründet. Die Bandmitglieder hatten bereits zuvor bei mehreren Indie-Bands wie The DoubleHaappys, Working With Walt und The Orange gespielt. Gründungsmitglieder waren Shayne Carter (Gitarre, Gesang), John Collie (Schlagzeug) und David Wood (Bass). Im Jahr nach der Gründung stieß noch Andrew Brough (Gitarre) hinzu. Die Gruppe wurde von Flying Nun Records unter Vertrag genommen und veröffentlichten 1987 ihre erste EP Life in One Chord, die in den The Lab Studios in Auckland aufgenommen wurde und Platz 16 der neuseeländischen Charts erreichte. Das auf der EP enthaltene Lied She Speeds wurde später von der APRA (Australasian Performing Right Association) auf Platz 9 der Liste der 100 besten Songs Neuseelands aller Zeiten  gewählt.
Die Band zog 1988 erst nach Christchurch und später nach Auckland. Dort produzierte der Terry Moore, ehemals Bassist der Band The Chills, ihr Debütalbum Hail. Die ausgekoppelte Single Hail konnte bis auf Platz 20 der Charts gelangen. Die zweite Single Sparkle That Shines floppte jedoch in den Charts, auch das Album Hail erreichte keine Platzierung. Trotzdem legte Flying Nun Records die LP 1989 erneut als CD auf, mit den Songs der Life in One Chord EP als Bonustracks. In den USA und Europa brachte Rough Trade die Platte heraus. Nach der Veröffentlichung des ersten Albums tourten Straitjacket Fits in Australien und Europa. In Großbritannien wurde für die BBC eine Session mit John Peel aufgenommen.
Im Juli und August 1990 fanden Sessions für das zweite Album Melt in Australien und Neuseeland statt. Down in Splendour, das auf dieser LP enthalten ist, wurde von der APRA auf Platz 32 der 100 besten Songs Neuseelands gewählt. Der Song wurde zwar als Single herausgegeben, konnte sich jedoch, genau wie die zweite Singleauskopplung von Melt, Roller Ride, nicht in den Charts positionieren. Melt erreichte Platz 13 der neuseeländischen Charts und setzte etwa 40.000 Exemplare in den USA ab. Es folgte eine Tour als Vorband von My Bloody Valentine durch Australien und eine Tour durch die USA mit The La’s. Jedoch entwickelten sich mit der Zeit Spannungen zwischen den Hauptsongwritern Carter und Brough. Andrew Brough verließ die Band schließlich 1991 und wurde Mark Petersen an der Gitarre ersetzt. Im Jahr darauf erschien mit neuer Besetzung die EP Bad Note for a Heart, die Platz 29 der Charts erreichte. Danach zog die Band in die USA, wo das dritte Album Blow entstand. Dieses fiel jedoch gitarrenlastiger und lauter als die zuvor noch sehr ausbalancierten Platten aus, die mit Brough entstanden waren.
Aus dem Album wurden drei Singles ausgekoppelt, darunter die Songs Done und Cat Inna Can, die Platz 11 und 19 der Charts erreichten. Die dritte Single If I Were You war hingegen nicht erfolgreich. Das Album Blow erschien 1993 und konnte auf Platz 12 der neuseeländischen Charts gelangen. Das Label Arista brachte die Platte mit veränderter Setlist in den USA heraus, nachdem es bereits 1991 eine EP mit dem Titel Missing From Melt veröffentlicht hatte. Ebenfalls 1993 erschien ihr Song Brittle neben Beiträgen von Bands wie Nirvana und Sonic Youth auf dem No Alternative Sampler der Red Hot Organization. Es folgte eine Tour durch die USA und ein Auftritt in der Late Night with Conan O’Brien. Trotzdem löste sich die Gruppe nach ihrem Auftritt beim Big-Day-Out-Festival 1994 auf.
1998 erschien eine Best-Of Zusammenstellung mit dem Titel Straitjacket Fits. 2005 spielte die letzte Besetzung der Gruppe einige Reunionkonzerte in Neuseeland. Am 17. November 2010 verstarb Gründungsmitglied David Wood. Ex-Gitarrist Andrew Brough starb am 4. Februar 2020.

## Stil und Nachwirken
Straitjacket Fits mischte stilistisch eher härtere Gitarren und Gesang mit Melodien und Pop-Hooks. Sie gelten als Vertreter des Dunedin Sound.
Es finden sich drei Songs der Gruppe in der APRA Liste der 100 besten Songs Neuseelands aller Zeiten: She Speeds (Platz 9), Down In Splendour (Platz 32) und If I Were You (Platz 88). 2008 erhielt die Gruppe den New Zealand Herald Legacy Award der Vodafone New Zealand Music Awards. Zudem wurde die Gruppe in die New Zealand Music Hall of Fame aufgenommen.

## Diskografie

### Alben
- 1988: Hail
- 1990: Melt
- 1993: Blow

### EPs
- 1987: Life in One Chord
- 1991: Bad Note for a Heart
- 1991: Missing from Melt
- 1992: Done

### Singles
- 1988: Hail
- 1990: Sparkle That Times
- 1991: Roller Ride
- 1992: Done
- 1993: Cat Inna Can
- 1993: If I Were You

### Kompilationen
- 1989: Hail (Neuauflage der ersten LP)
- 1998: Straitjacket Fits

### Kompilationbeiträge
- 1988: She Speeds (Auf In Love with These Times)
- 1991: Dialing a Payer (Auf Getting Older)
- 1991: Bad Note for a Heart (Auf Pink Flying Saucers over the Southern Alps)
- 1993: Brittle (Auf No Alternative)
- 1997: Down in Splendour und She Speeds (Auf Topless Women Talk About Their Lives)
- 1999: She Speeds (Auf Scarfies)
- 2002: She Speeds (Auf Nature's Best)
- 2002: Down in Splendour (Auf Nature's Best 2)
- 2002: If I Were You (Auf Nature's Best 3)